# Karanjit Singh
Karanjit Singh (Hoshiarpur, 8 gennaio 1986) è un calciatore indiano, portiere dell'Hyderabad.

## Biografia
Karanjit Singh è nato l'8 gennaio 1986 a Hoshiarpur, nel Punjab. Ha iniziato a giocare a calcio quando aveva 15 anni. Ad un torneo locale, è stato notato dall'allenatore Sukhwinder Singh. Nel 2004 firma il suo primo contratto con il JTC.
Si è sposato con Tuhina Dhar nel giugno del 2018.

## Carriera

### Club
Ha giocato nella prima divisione indiana.

### Nazionale
Tra il 2010 ed il 2018 ha giocato complessivamente 20 partite con la nazionale indiana.

## Statistiche

### Presenze e reti nei club
| Stagione               | Squadra                | Campionato             | Campionato | Campionato | Coppe nazionali | Coppe nazionali | Coppe nazionali | Coppe continentali | Coppe continentali | Coppe continentali | Altre coppe | Altre coppe | Altre coppe | Totale | Totale |
| Stagione               | Squadra                | Comp                   | Pres       | Reti       | Comp            | Pres            | Reti            | Comp               | Pres               | Reti               | Comp        | Pres        | Reti        | Pres   | Reti   |
| ---------------------- | ---------------------- | ---------------------- | ---------- | ---------- | --------------- | --------------- | --------------- | ------------------ | ------------------ | ------------------ | ----------- | ----------- | ----------- | ------ | ------ |
| 2015                   | Chennaiyin             | ISL                    | 4          | -6         |                 | -               | -               |                    | -                  | -                  |             | -           | -           | 4      | -6     |
| 2015-2016              | Salgaocar              | IL                     | 16         | -15        |                 | -               | -               |                    | -                  | -                  |             | -           | -           | 16     | -15    |
| 2016                   | Chennaiyin             | ISL                    | 9          | -15        | -               | -               | -               | -                  | -                  | -                  | -           | -           | -           | 9      | -15    |
| 2016-2017              | Chennai City           | IL                     | 12         | -20        | SC              | 1               | -3              | -                  | -                  | -                  | -           | -           | -           | 13     | -23    |
| 2017-2018              | Chennaiyin             | ISL                    | 17+3       | -18+3      | SC              | 1               | -2              | -                  | -                  | -                  | -           | -           | -           | 21     | -23    |
| 2018-2019              | Chennaiyin             | ISL                    | 15         | -27        | SC              | 4               | -3              | AFC Cup            | 8                  | -1                 | -           | -           | -           | 27     | -31    |
| 2019-2020              | Chennaiyin             | ISL                    | 1          | -2         | SC              | -               | -               |                    | -                  | -                  |             | -           | -           | 1      | -2     |
| 2020-2021              | Chennaiyin             | ISL                    | 0          | 0          | -               | -               | -               |                    | -                  | -                  |             | -           | -           | 0      | 0      |
| Totale Chennaiyin      | Totale Chennaiyin      | Totale Chennaiyin      | 49         | -71        |                 | 5               | -5              |                    | 8                  | -1                 | -           | -           | -           | 63     | -76    |
| nov.2021-2022          | Kerala Blasters        | ISL                    | 0          | 0          | -               | -               | -               | -                  | -                  | -                  | -           | -           | -           | 0      | 0      |
| 2022-2023              | Kerala Blasters        | ISL                    | 2          | -1         | SC              | 0               | 0               | -                  | -                  | -                  | DC          | -           | -           | 2      | -1     |
| 2023-2024              | Kerala Blasters        | ISL                    | 6+1        | -13+-2     | SC              | 0               | 0               | -                  | -                  | -                  | DC          | 0           | 0           | 7      | -15    |
| Totale Kerala Blasters | Totale Kerala Blasters | Totale Kerala Blasters | 9          | -16        |                 | 0               | 0               |                    | 0                  | 0                  |             | -           | -           | 9      | -16    |
| nov.2024-2025          | Hyderabad              | ISL                    | 1          | -5         | SC              | 0               | 0               | -                  | -                  | -                  | -           | -           | -           | 1      | -5     |
| Totale carriera        | Totale carriera        | Totale carriera        | 87         | -112       |                 | 6               | -8              |                    | 8                  | -1                 |             | -           | -           | 101    | -120   |

#### Cronologia presenze e reti in nazionale
| Cronologia completa delle presenze e delle reti in nazionale ― India | Cronologia completa delle presenze e delle reti in nazionale ― India | Cronologia completa delle presenze e delle reti in nazionale ― India | Cronologia completa delle presenze e delle reti in nazionale ― India | Cronologia completa delle presenze e delle reti in nazionale ― India | Cronologia completa delle presenze e delle reti in nazionale ― India | Cronologia completa delle presenze e delle reti in nazionale ― India | Cronologia completa delle presenze e delle reti in nazionale ― India |
| Data                                                                 | Città                                                                | In casa                                                              | Risultato                                                            | Ospiti                                                               | Competizione                                                         | Reti                                                                 | Note                                                                 |
| -------------------------------------------------------------------- | -------------------------------------------------------------------- | -------------------------------------------------------------------- | -------------------------------------------------------------------- | -------------------------------------------------------------------- | -------------------------------------------------------------------- | -------------------------------------------------------------------- | -------------------------------------------------------------------- |
| 17-2-2010                                                            | Colombo                                                              | India                                                                | 1 – 2                                                                | Kirghizistan                                                         | AFC Challenge Cup                                                    | -2                                                                   |                                                                      |
| 19-2-2010                                                            | Colombo                                                              | Turkmenistan                                                         | 1 – 0                                                                | India                                                                | AFC Challenge Cup                                                    | -1                                                                   |                                                                      |
| 21-2-2010                                                            | Colombo                                                              | India                                                                | 0 – 3                                                                | Corea del Nord                                                       | AFC Challenge Cup                                                    | -3                                                                   |                                                                      |
| 23-7-2011                                                            | al-'Ayn                                                              | Emirati Arabi Uniti                                                  | 3 – 0                                                                | India                                                                | Qual. Mondiali 2014                                                  | -2                                                                   | 28’                                                                  |
| 28-7-2011                                                            | Nuova Delhi                                                          | India                                                                | 2 – 2                                                                | Emirati Arabi Uniti                                                  | Qual. Mondiali 2014                                                  | -2                                                                   |                                                                      |
| 9-3-2012                                                             | Kathmandu                                                            | India                                                                | 0 – 2                                                                | Tagikistan                                                           | AFC Challenge Cup                                                    | -2                                                                   |                                                                      |
| 11-3-2012                                                            | Kathmandu                                                            | Filippine                                                            | 2 – 0                                                                | India                                                                | AFC Challenge Cup                                                    | -2                                                                   |                                                                      |
| 11-3-2012                                                            | Nuova Delhi                                                          | India                                                                | 0 – 1                                                                | Camerun                                                              | Nehru Cup 2012                                                       | -1                                                                   |                                                                      |
| 14-8-2013                                                            | Khujand                                                              | Tagikistan                                                           | 3 – 0                                                                | India                                                                | Amichevole                                                           | -1                                                                   | 43’                                                                  |
| 15-11-2013                                                           | Siliguri                                                             | India                                                                | 1 – 1                                                                | Filippine                                                            | Amichevole                                                           | -1                                                                   |                                                                      |
| 19-11-2013                                                           | Siliguri                                                             | India                                                                | 2 – 0                                                                | Nepal                                                                | Amichevole                                                           | -                                                                    |                                                                      |
| 5-3-2014                                                             | Goa                                                                  | India                                                                | 2 – 2                                                                | Bangladesh                                                           | Amichevole                                                           | -                                                                    | 90+7’                                                                |
| 31-8-2015                                                            | Pune                                                                 | India                                                                | 0 – 0                                                                | Nepal                                                                | Amichevole                                                           | -                                                                    |                                                                      |
| Totale                                                               |                                                                      | Presenze                                                             | 13                                                                   |                                                                      | Reti                                                                 | -17                                                                  |                                                                      |

## Palmarès

### Club

#### Competizioni nazionali
- Indian Super League: 2

Chennaiyin: 2015, 2017-2018

### Nazionale
- Nehru Cup: 1

2012
- SAFF Championship: 1

2015

### Individuale
- Miglior portiere della I-League: 1

2013-2014